# Музей Куму
Худо́жественный музе́й KUMU (эст. Kumu Kunstimuuseum) — крупнейший филиал Эстонского художественного музея, находится в Таллине (Эстония). Является крупнейшим в Балтийском регионе и одним из крупнейших музеев в Северной Европе. Один из пяти филиалов Эстонского художественного музея, здесь находится основной офис.
В KUMU представлены как постоянные экспозиции эстонского искусства, так и временные выставки. Основная коллекция охватывает искусство Эстонии c конца XVIII века, включает работы советского периода (1941—1991) и показывает и социалистический реализм, и неофициальное искусство. Временные выставки представляют зарубежное и эстонское современное искусство.
KUMU — это аббревиатура от эстонского «KUnstiMUuseum» (художественный музей). Здание было спроектировано финским архитектором Пекка Вапавуори, который выиграл конкурс в 1994 году. Музей был построен в период с 2003 по 2006 годы.
KUMU получил награду Европейского музея года 2008 Европейского музейного форума.

## Разделение по этажам
- 1 этаж: Вход со стороны парка Кадриорг, аудитория и кафе.
- 2 этаж: Вход со стороны автомобильной парковки Ласнамяе, терраса, информация, гардероб, туалеты, большая аудитория, библиотека, книжный магазин и ресторан. Большой зал.
- 3 этаж: Классики эстонского искусства с XVIII века до конца Второй мировой войны.
- 4 этаж: Эстонское искусство в период с 1945 по 1991 годы.
- 5 этаж: Галерея современного искусства (временные выставки).

## История музея
Эстонский художественный музей был основан 17 ноября 1919 года, но не действовал до 1921 года, когда он получил своё первое здание — Дворец Кадриорг, построенный в XVIII веке. В 1929 году дворец был отнят у Художественного музея с целью его перестройки в резиденцию Президента Эстонии.
Художественный музей Эстонии размещался в нескольких разных временных местах, пока не вернулся во дворец в 1946 году. В сентябре 1991 года Дворец Кадриорг был закрыт, потому что к этому времени находился в удручающем состоянии. В конце года Верховный Суд Эстонии постановил гарантировать сооружение нового здания для Художественного музея Эстонии в Кадриорге. До того момента Дом эстляндского рыцарства в Вышгороде работал как временное основное здание Художественного музея Эстонии. Выставки здесь были открыты с 1 апреля 1993 года по октябрь 2005 года.
В конце 1970-х — начале 1980-х годов были основаны первые филиалы Художественного музея Эстонии. Начиная с 1995 года все филиалы предлагают различные образовательные программы для детей и молодежи. В 1996 году был открыт выставочный зал на первом этаже Соляного хранилища Роттермана, этот филиал был закрыт в мае 2005 года. Летом 2000 года восстановленный Дворец Кадриорг был открыт, но не как основное здание Художественного музея Эстонии, а как филиал. В Художественном музее Кадриорг теперь выставлены зарубежные коллекции Художественного музея Эстонии.
В настоящее время существует пять действующих филиалов Художественного музея Эстонии: Художественный музей Кадриорг (Дворец Кадриорг и Музей Миккеля), Музей Нигулисте, Музей Адамсона-Эрика, Дом-музей Кристиана Рауда и Художественный музей KUMU.
Впервые за почти столетнюю историю, Художественный музей Эстонии имеет здание, которое соответствует требованиям современным требованиям для размещения музея. KUMU включает выставочные залы, аудиторию, которая предлагает различные возможности, и образовательный центр для детей и ценителей искусства.

## Заметки
1. ↑  https://kumu.ekm.ee/en/getting-here/
2. ↑  European Museum Forum. Дата обращения: 25 июля 2009. Архивировано из оригинала 27 апреля 2009 года.